# Nicole Malangré
Nicole Malangré (* 23. Januar 1970 in Aachen) ist eine deutsche Musicalsängerin.

## Karriere
Als jüngste von vier Schwestern wuchs die Tochter von Thesi Wolf und Heinz Malangré in Aachen auf. Nach ihrem Abitur studierte Nicole Malangré an der Musikhochschule Köln das Fach „Klassischer Gesang“, das sie mit einem Diplom abschloss. Während des Studiums hatte sie bereits erste Rollen am Theater Aachen. Ihr Debüt gab sie als „Prinz Orlofsky“ in Die Fledermaus, einer Operette ihres Ur-Ur-Großonkels Johann Strauss. Es folgten die Rollen „Papagena“ in der Zauberflöte und „Ottilie“ im „Weißen Rößl“.
Ihr Musicaldebüt gab sie im Kindermusical Grünfried und Liebalda als weibliche Titelrolle. Ihre erste Rolle außerhalb Aachens war der „Oberengel Angelina“ im Musical Paradise Of Pain.
Ebenfalls stand sie als „Sissi“ in Ludwig II. – Sehnsucht nach dem Paradies in Füssen auf der Bühne. In Berlin war sie im Musical Falco Meets Amadeus zu sehen. Als „Madame Giry“ stand sie in der Essener Produktion von Das Phantom der Oper auf der Bühne. Unter der Regie von Christian Berg stand sie Weihnachten 2008 im Musical Der kleine Lord auf der Bühne. 2009 kehrte sie nach Stuttgart zurück, um die „Killer Queen“ in We Will Rock You zu spielen, nachdem sie dort zuvor von 2004 bis 2006 die „Tanja“ und die „Rosie“ in Mamma Mia! gespielt hatte. Inzwischen spielt sie die „Killer Queen“ am Berliner Theater des Westens, seit das Musical We will Rock You dorthin gewechselt hat.

## Engagements
- Mary Poppins (Aachen|Mary Poppins)
- Die Fledermaus (Aachen|Prinz Orlofsky)
- Mahagonny (Aachen|Jenny)
- Grünfried & Liebalda (Aachen|Liebalda)
- Die Zauberflöte (Aachen|Papagena)
- Sheherazade (Aachen|Sheherazade)
- Catharine (Aachen|Cartherine, Pauline, Marianne)
- Im weißen Rößl (Aachen|Ottilie)
- Paradise Of Pain (Saarländisches Staatstheater|Angelina)
- Blood Red Roses (Aachen|Lucy)
- Aladdin (Aachen|Jasmin)
- Ludwig II – Sehnsucht nach dem Paradies (Füssen|Sissi)
- Sekretärinnen (Aachen|Hochschwangere)
- Falco meets Amadeus (Berlin|Kommissar/Tod, Garbo)
- Jesus Christ Superstar (Bad Hersfeld|Ensemble)
- Casablanca, oder wie ein Musical entsteht (Aachen|Roswitha Koch)
- Magic Swing (Speyer|Gesang, Moderation)
- Mamma Mia! (Stuttgart|Tanja, Rosie)
- Das Phantom der Oper (Essen|Madame Giry)
- Der kleine Lord (Wien, Berlin|Mrs Errol (die Mutter))
- We Will Rock You (Stuttgart|Killer Queen)
- We Will Rock You (Berlin/Killer Queen)